# Commonwealth Games 2014/Judo
Bei den Commonwealth Games 2014 im schottischen Glasgow fanden im Judo 14 Wettbewerbe statt.
Austragungsort war das Scottish Exhibition and Conference Centre (SECC).

## Ergebnisse Männer

### Superleichtgewicht (bis 60 kg)
| Platz | Land | Sportler        |
| ----- | ---- | --------------- |
| 1     | ENG  | Ashley McKenzie |
| 2     | IND  | Navjot Chana    |
| 3     | GHA  | Razak Abugiri   |
| 3     | SCO  | John Buchanan   |

Datum: 24. Juli 2014

### Halbleichtgewicht (bis 66 kg)
| Platz | Land | Sportler          |
| ----- | ---- | ----------------- |
| 1     | ENG  | Colin Oates       |
| 2     | CYP  | Andreas Krassas   |
| 3     | ZAF  | Siyabulela Mabulu |
| 3     | SCO  | James Millar      |

Datum: 24. Juli 2014

### Leichtgewicht (bis 73 kg)
| Platz | Land | Sportler        |
| ----- | ---- | --------------- |
| 1     | ENG  | Danny Williams  |
| 2     | NZL  | Adrian Leat     |
| 3     | AUS  | Jake Bensted    |
| 3     | ZAF  | Jacques van Zyl |

Datum: 25. Juli 2014

### Halbmittelgewicht (bis 81 kg)
| Platz | Land | Sportler      |
| ----- | ---- | ------------- |
| 1     | ENG  | Owen Livesey  |
| 2     | ENG  | Tom Reed      |
| 3     | ZAM  | Boas Munyonga |
| 3     | CAN  | Jonah Burt    |

Datum: 25. Juli 2014

### Mittelgewicht (bis 90 kg)
| Platz | Land | Sportler        |
| ----- | ---- | --------------- |
| 1     | ZAF  | Zack Piontek    |
| 2     | SCO  | Matthew Purssey |
| 3     | SCO  | Andrew Burns    |
| 3     | ENG  | Gary Hall       |

Datum: 25. Juli 2014

### Halbschwergewicht (bis 100 kg)
| Platz | Land | Sportler          |
| ----- | ---- | ----------------- |
| 1     | SCO  | Euan Burton       |
| 2     | PAK  | Shah Hussain Shah |
| 3     | NZL  | Jason Koster      |
| 3     | NZL  | Tim Slyfield      |

Datum: 26. Juli 2014

### Schwergewicht (über 100 kg)
| Platz | Land | Sportler                |
| ----- | ---- | ----------------------- |
| 1     | SCO  | Christopher Sherrington |
| 2     | ZAF  | Ruan Snyman             |
| 3     | AUS  | Jake Andrewartha        |
| 3     | WAL  | Mark Shaw               |

Datum: 26. Juli 2014

## Ergebnisse Frauen

### Superleichtgewicht (bis 48 kg)
| Platz | Land | Sportlerin        |
| ----- | ---- | ----------------- |
| 1     | SCO  | Kimberley Renicks |
| 2     | IND  | Shushila Likmabam |
| 3     | AUS  | Amy Meyer         |
| 3     | AUS  | Chloe Rayner      |

Datum: 24. Juli 2014

### Halbleichtgewicht (bis 52 kg)
| Platz | Land | Sportlerin      |
| ----- | ---- | --------------- |
| 1     | SCO  | Louise Renicks  |
| 2     | ENG  | Kelly Edwards   |
| 3     | NIR  | Lisa Kearney    |
| 3     | IND  | Kalpana Thoudam |

Datum: 24. Juli 2014

### Leichtgewicht (bis 57 kg)
| Platz | Land | Sportlerin       |
| ----- | ---- | ---------------- |
| 1     | ENG  | Nekoda Davis     |
| 2     | SCO  | Stephanie Inglis |
| 3     | NZL  | Darcina Manuel   |
| 3     | SCO  | Connie Ramsay    |

Datum: 24. Juli 2014

### Halbmittelgewicht (bis 63 kg)
| Platz | Land | Sportlerin               |
| ----- | ---- | ------------------------ |
| 1     | SCO  | Sarah Clark              |
| 2     | CMR  | Helene Wezeu Dombeu      |
| 3     | ENG  | Faith Pitman             |
| 3     | ENG  | Katie Jemima Yeats-Brown |

Datum: 25. Juli 2014

### Mittelgewicht (bis 70 kg)
| Platz | Land | Sportlerin        |
| ----- | ---- | ----------------- |
| 1     | ENG  | Megan Fletcher    |
| 2     | NZL  | Moira De Villiers |
| 3     | SCO  | Sally Conway      |
| 3     | CAN  | Alix Renaud-Roy   |

Datum: 25. Juli 2014

### Halbschwergewicht (bis 78 kg)
| Platz | Land | Sportlerin          |
| ----- | ---- | ------------------- |
| 1     | WAL  | Natalie Powell      |
| 2     | ENG  | Gemma Gibbons       |
| 3     | CMR  | Vanessa Mballa      |
| 3     | CAN  | Ana Laura Portuondo |

Datum: 26. Juli 2014

### Schwergewicht (über 78 kg)
| Platz | Land | Sportlerin             |
| ----- | ---- | ---------------------- |
| 1     | SCO  | Sarah Adlington        |
| 2     | ENG  | Jodie Myers            |
| 3     | MRI  | Annabelle Laprovidence |
| 3     | IND  | Rajwinder Kaur         |

Datum: 26. Juli 2014

## Medaillenspiegel
| Platz | Land       | Gold | Silber | Bronze | Gesamt |
| ----- | ---------- | ---- | ------ | ------ | ------ |
| 1     | England    | 6    | 4      | 3      | 13     |
| 2     | Schottland | 6    | 2      | 5      | 13     |
| 3     | Südafrika  | 1    | 1      | 2      | 4      |
| 4     | Wales      | 1    | -      | 1      | 2      |
| 5     | Neuseeland | -    | 2      | 3      | 5      |
| 6     | Indien     | -    | 2      | 2      | 4      |
| 7     | Kamerun    | -    | 1      | 1      | 2      |
| 8     | Pakistan   | -    | 1      | -      | 1      |
|       | Zypern     | -    | 1      | -      | 1      |
| 10    | Australien | -    | -      | 4      | 4      |
| 11    | Kanada     | -    | -      | 3      | 3      |
| 12    | Ghana      | -    | -      | 1      | 1      |
|       | Mauritius  | -    | -      | 1      | 1      |
|       | Nordirland | -    | -      | 1      | 1      |
|       | Sambia     | -    | -      | 1      | 1      |